# Űrhajó

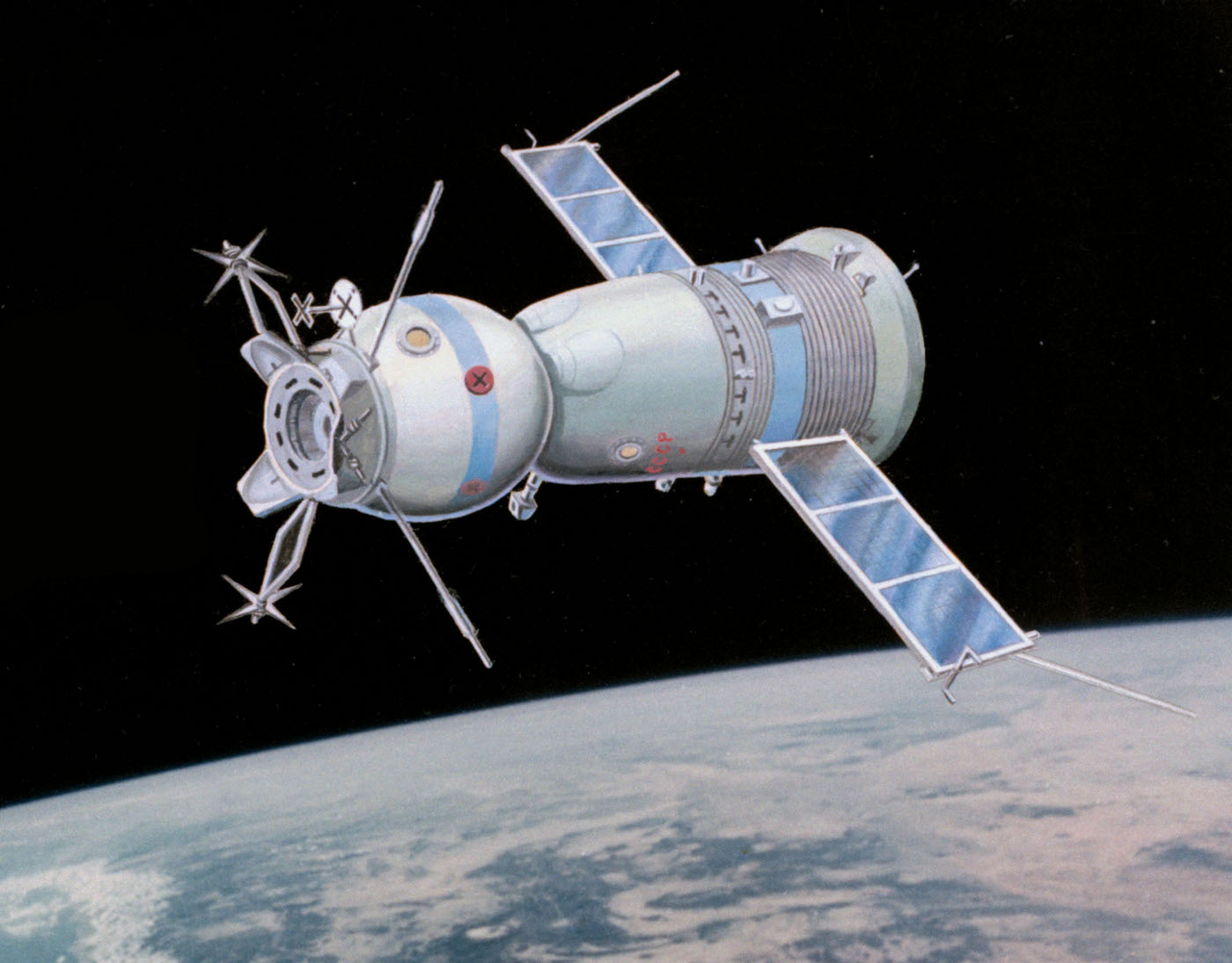
A Szojuz űrhajó Föld körüli pályán

Az űrhajók saját létfenntartó rendszerrel rendelkező űreszközök, melyek emberek szállítására is alkalmasak. Az első személyzetes űrhajó a Vosztok–1, amellyel Jurij Gagarin 1961. április 12-én hajtotta végre a történelem első űrrepülését.
Az 1970-es években jelentek meg a teherűrhajók, melyek személyzet nélkül képesek utánpótlást szállítani a Föld körüli pályán keringő űrállomásokra.

## Megépített, vagy fejlesztés alatt álló űrhajók

### Szuborbitális űrhajók, hiperszonikus repülőgépek
- X–15 – (USA)
- Hyper-X vagy X–43 – (USA)
- SpaceShipOne – (USA)
- SpaceShipTwo – (USA)

### Orbitális űrhajók
- Vosztok (Vosztok-program) – (Szovjetunió)
- Mercury (Mercury-program) – (USA)
- Voszhod (Voszhod-program) – (Szovjetunió)
- Gemini (Gemini-program) – (USA)
- Apollo (Apollo-program),(Skylab-program)   – (USA)
- Szojuz (Szojuz-program) – (Szovjetunió)
- Space Shuttle – (USA)
- Buran – (Szovjetunió)
- Sencsou (Sencsou-program) – (Kína)
- Kliper – (Oroszország)
- Fegyeracija – (Oroszország)
- CST–100 Starliner – (USA)
- SpaceX Crew Dragon - (USA)
- SpaceX Starship - (USA)

#### Teherűrhajók
- TKSZ – (Szovjetunió)
- Progressz – (Szovjetunió/Oroszország)
- Automated Transfer Vehicle (ATV) – (Európa)
- H–II Transfer Vehicle – (Japán)
- SpaceX Dragon – (USA)
- Cygnus – (USA)
- Dream Chaser – (USA)
- Tiencsou – (Kína)

### Holdűrhajók
- Apollo (Apollo-program) – (USA)
- Orion/Crew Exploration Vehicle (CEV) – (USA)

Jelenleg csak két űrhajótípust használnak rendszeresen űrrepülésekre: Szojuz,  Sencsou.

## Külső hivatkozások

### Magyar oldalak
- Űrkutatás az interneten – Űrhajók